# 如心園
如心園（英語：Nina Park），前稱如心化石公園（英語：Nina Fossil Garden），是位於香港新界荃灣楊屋道8號如心廣場內、荃灣（如心廣場）巴士總站上蓋的城市公園。如心園佔地逾6,500平方（70,000平方英尺），擁有亚洲規模最大的木化石藏品，是香港首個及唯一一個木化石公園。如心化石公園於2013年6月16日開幕，當時佔地7,400平方（80,000平方英尺），後於2018年策劃重建，重建項目獲2019年度香港環保建築大獎「既有建築類別－設計中的商業項目」優異獎，而重建後的如心園於2023年12月29日首階段對外開放。
如心園展出已故華懋集團主席龔如心生前所藏有的逾百件來自印度尼西亚的博物館級木化石，該等木化石的歷史可追溯至260萬至530萬年前的侏罗纪與上新世。如心園設有兩層高的木化石體驗館，介紹世界各地的木化石收藏，以培養大眾對木化石與地质学的興趣。

## 歷史
位於荃灣（如心廣場）巴士總站上蓋的如心化石公園於2013年6月16日開幕，佔地7,400平方（80,000平方英尺），展出已故華懋集團主席龔如心生前所藏有的木化石。根據華懋集團行政總裁蔡宏興於2018年接受《香港01》訪問時的説法，如心廣場的地契條款並未要求如心廣場必須開放部分地方作公共空間，設立如心化石公園完全是華懋集團自願之舉，意在藉此吸引更多人流，希望部份如心化石公園的參觀者亦會到如心廣場消費。如心化石公園在開幕後即成為香港首個木化石公園。
如心化石公園於2018年策劃重建，華懋集團為此延請建築師陳麗喬博士、香港大學地球科學系陳龍生教授、康樂及文化事務署前助理署長陳承緯等專家顧問合力規劃重建項目，園區內的木化石則因受歲月洗禮與香港潮濕氣候影響而在2019年交付以李海君為首的辽宁省朝阳市濟贊堂古生物化石博物館技師負責修復工作。重建項目獲2019年度香港環保建築大獎「既有建築類別－設計中的商業項目」優異獎，而重建後的如心園於2023年12月29日首階段對外開放，不徵收入場費，開放時間為每日上午10時至下午10時。如心園是繼中環街市後華懋集團的另一項目，現時佔地逾6,500平方（70,000平方英尺），擁有亞洲規模最大的木化石藏品，至今仍然是香港唯一一個木化石公園。

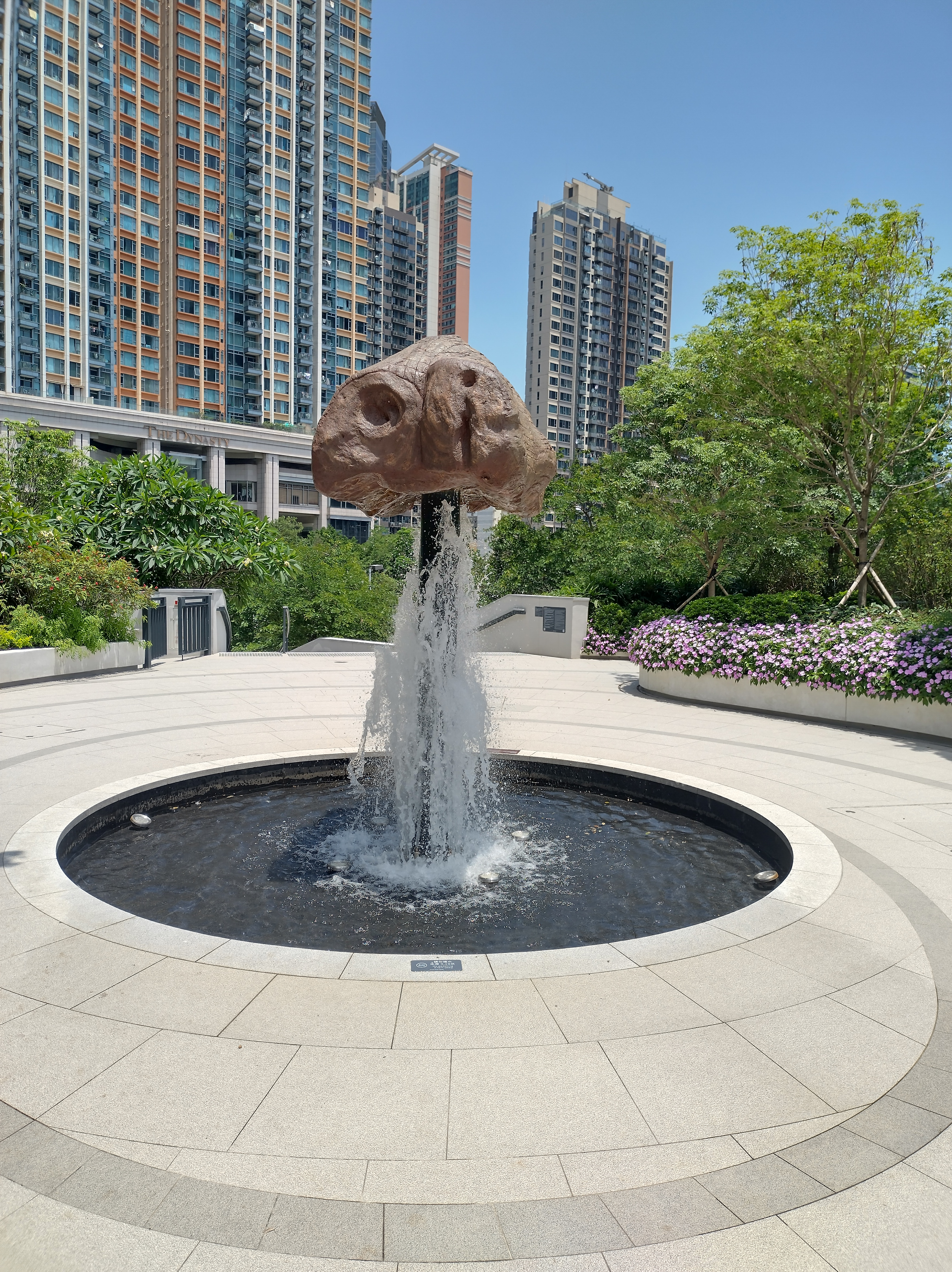
泉眼石
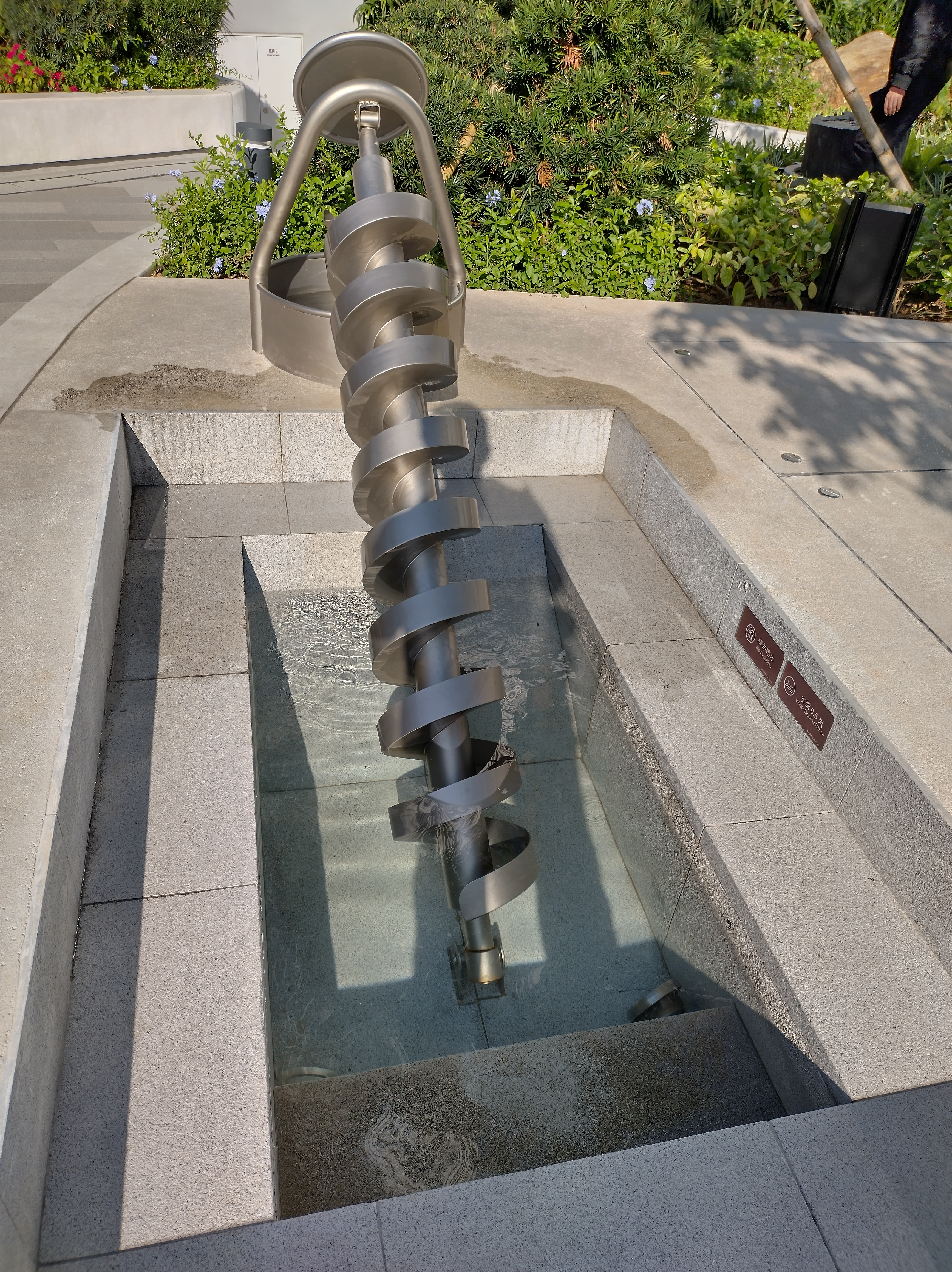
水陀螺

## 設計及設施

### 戶外空間
鐘心廣場位於如心園的中央，設有天鐘、地鐘、人鐘共3個報時裝置，以表達重視時間、生命與地球的訊息，並鼓勵遊人「理解過去、把握現在、展望未來」。3個報時裝置在特定時間會上演報時機動表演，展示天地在不同速度下活動，周而復始，循環不息。鐘心廣場在晚間也會上演“聲光匯演”節目，節目從晚上7時開始，每晚在鐘心廣場放映5次，每半小時一次。除鐘心廣場外，如心園亦設可容納近百人的露天劇場，供遊人休憩、聚會及舉行各種表演活動。華懋集團為徵集露天劇場的天幕的設計而舉辦了「如心園設計比賽2023」，其中香港大學建築學院的隊伍的「庇護所」設計獲得冠軍。此外，如心園內設有「如心像」以紀念龔如心，蔡宏興稱「如心像」期望提醒華懋集團在牟利的同時也不忘貢獻社會。

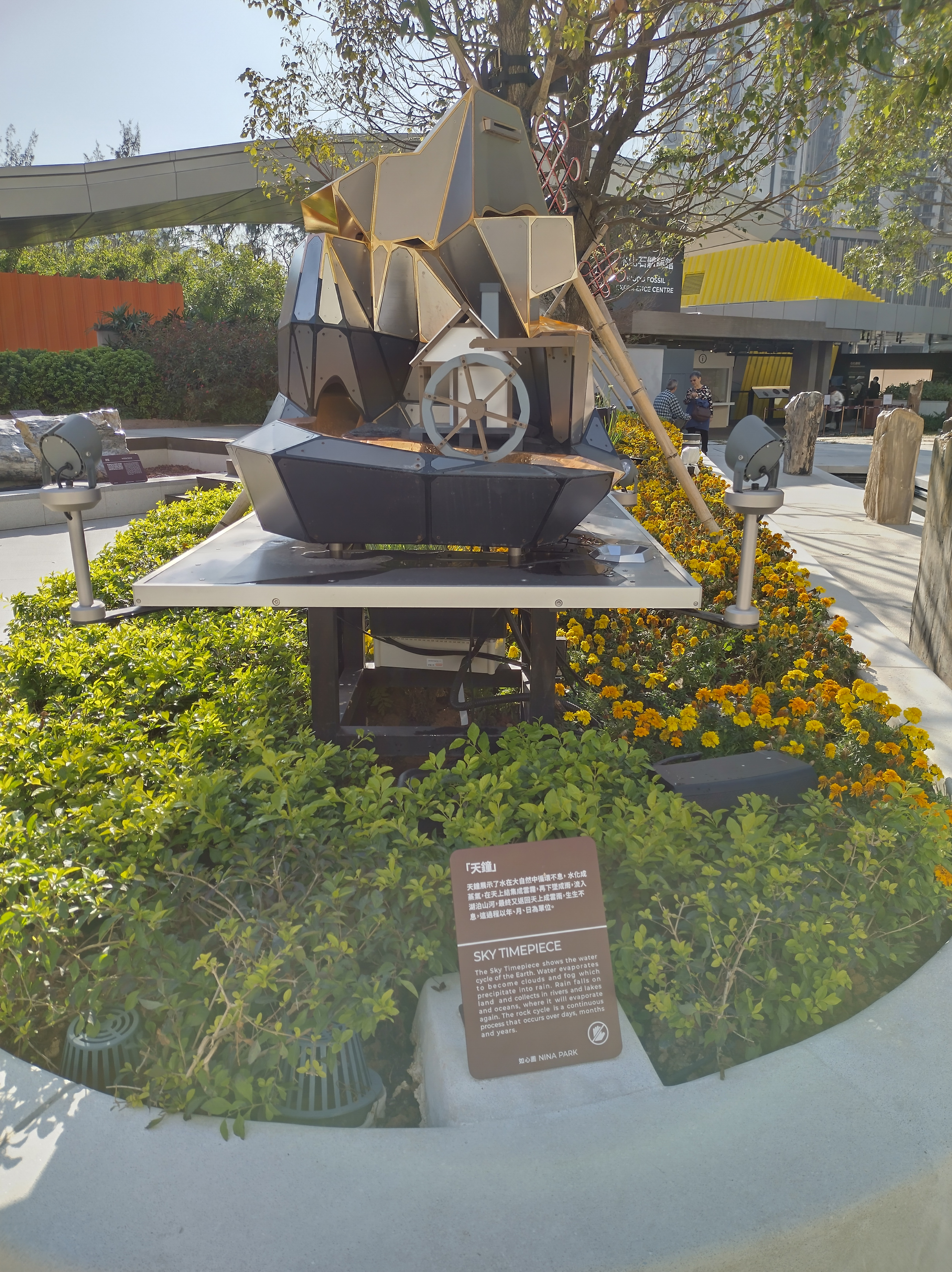
天鐘
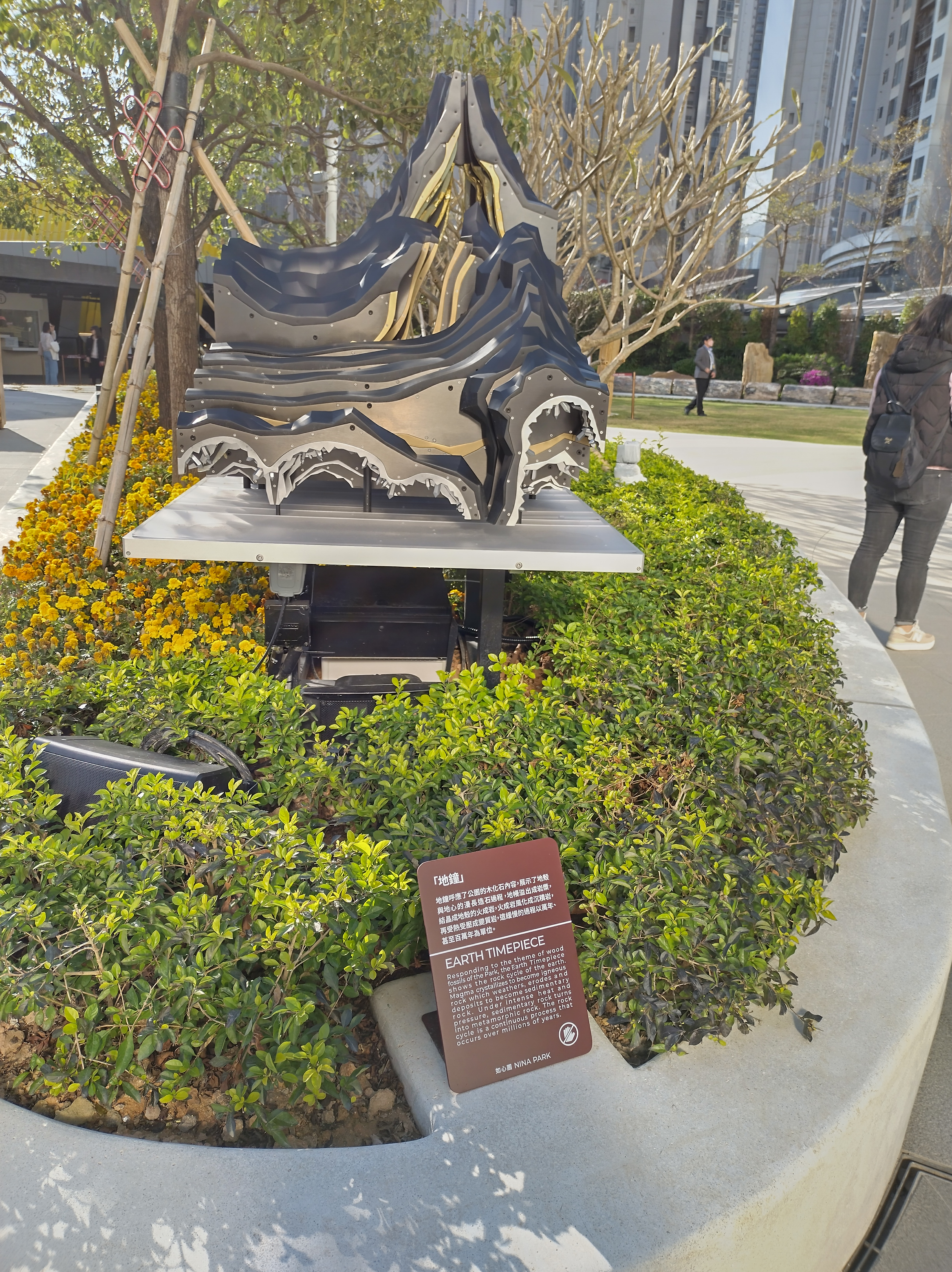
地鐘
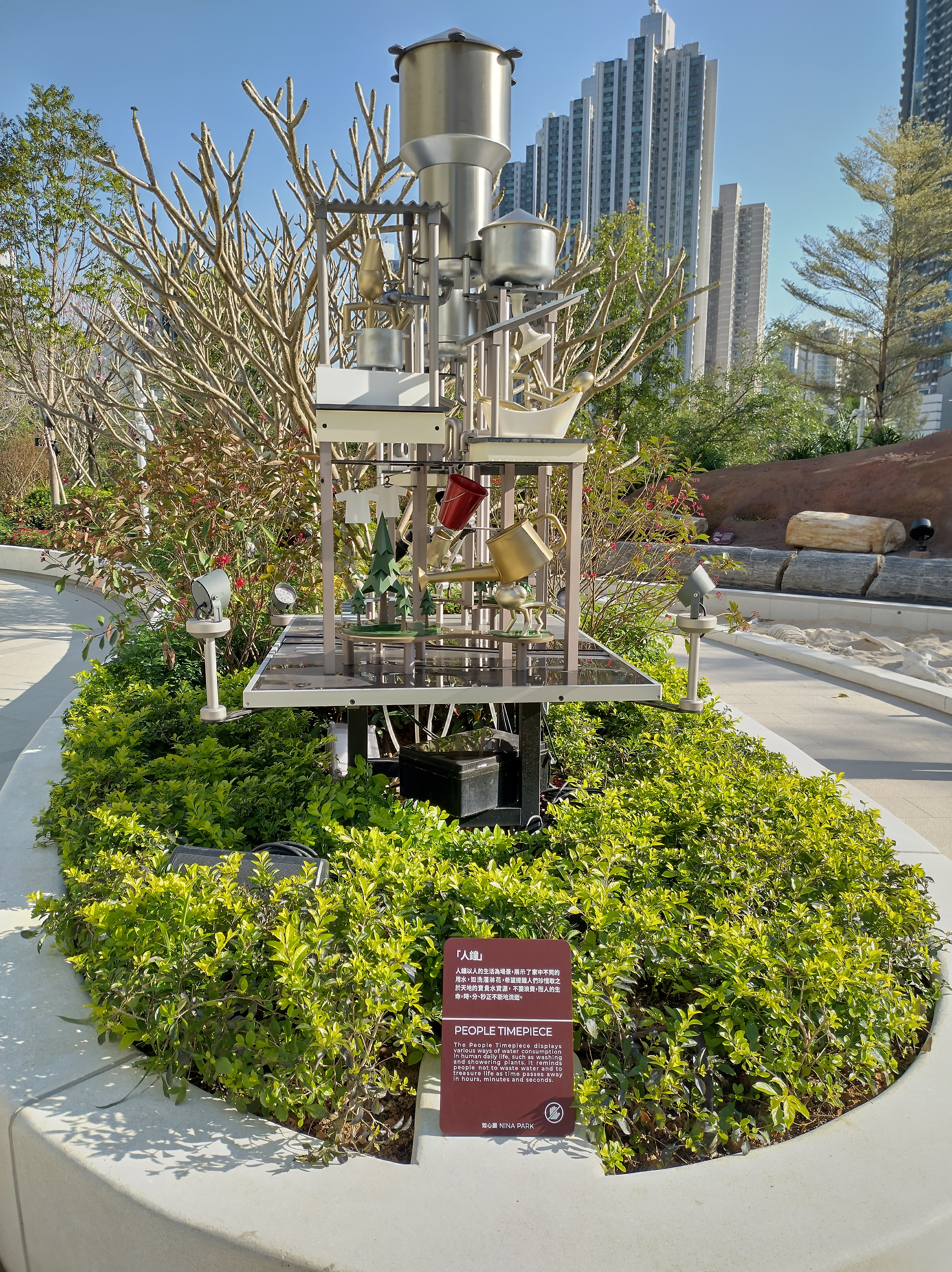
人鐘
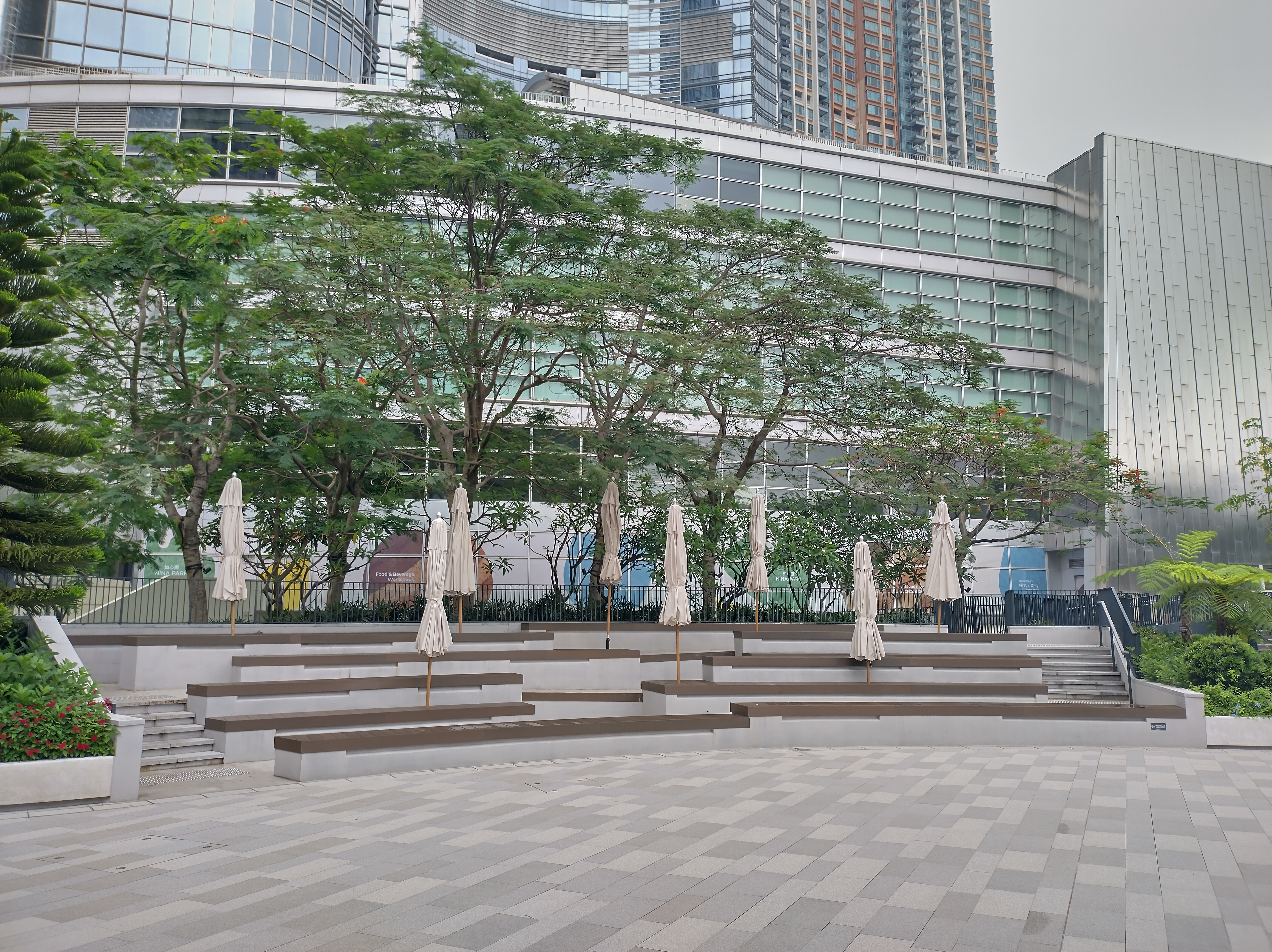
露天劇場
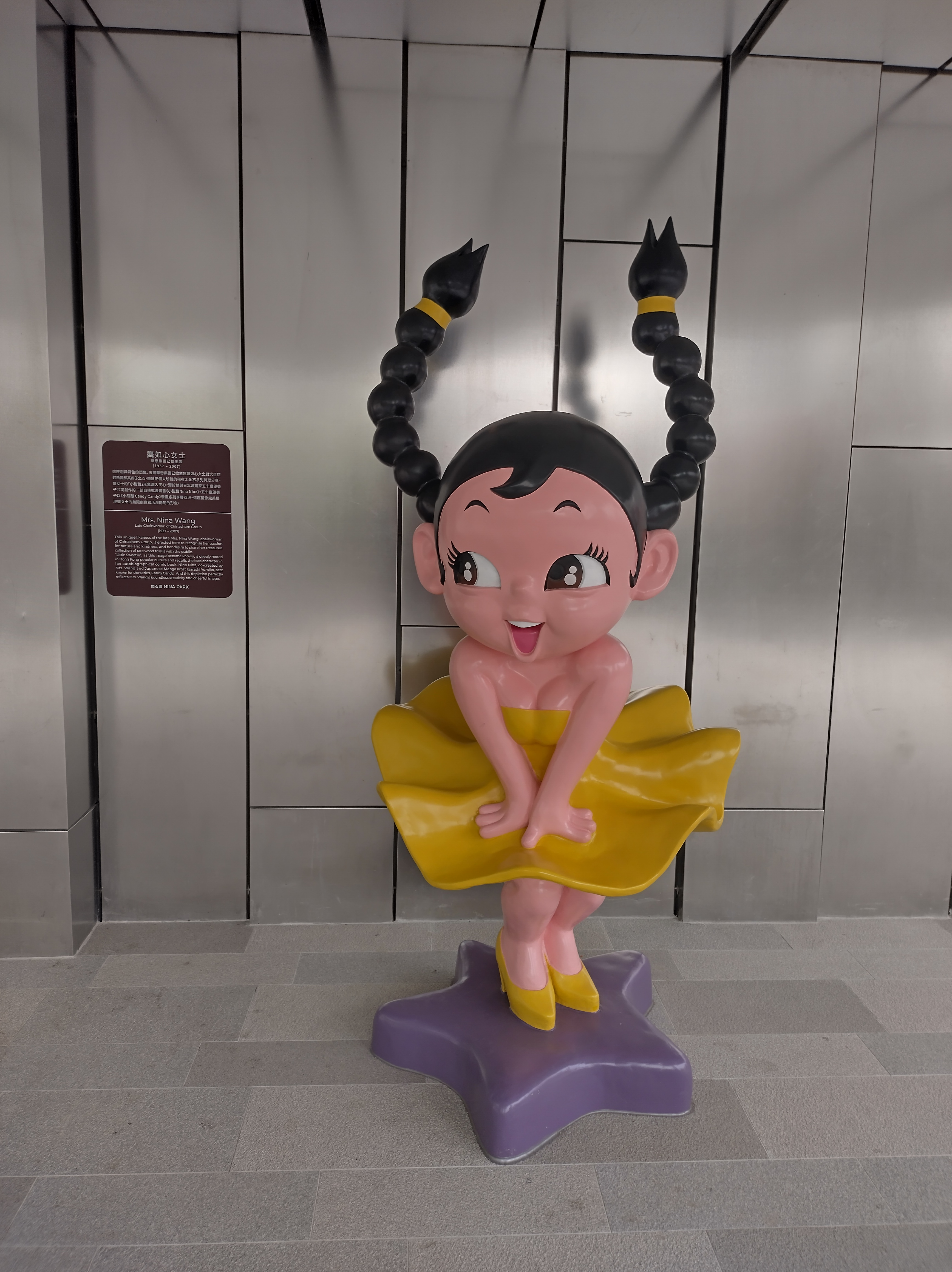
如心像

如心園內也設有一些可持續設施。智慧長椅採鳥屋設計，設供電用可踏式太陽能板、無線充電器、照明感應器，以及為遊人提供天氣資訊與公園節目表的顯示屏，亦設帶風扇和動態感應器的水冷排，利用回收的雨水，為遊客送上清涼的微風。水循環區連接露天劇場，地下的環形圖案帶動雨水流入地下水箱，循環再用灌溉園中花木，節省用水量，水循環區在雨天收集的雨水除灌溉園區外，亦可作供觀賞的水景。戶外發電單車採用防水密封的外殼與8個不同級別的阻力，調節運動強度，並為用家提供距離、速度及時間等資訊，期望以融合運動與節能概念，鼓勵遊人透過踩單車為電子設備充電。如心園內鋪設了大量太陽能板，預計每年可生產約10萬千瓦·時的電力，相當於如心園整體年度用電量的26%。

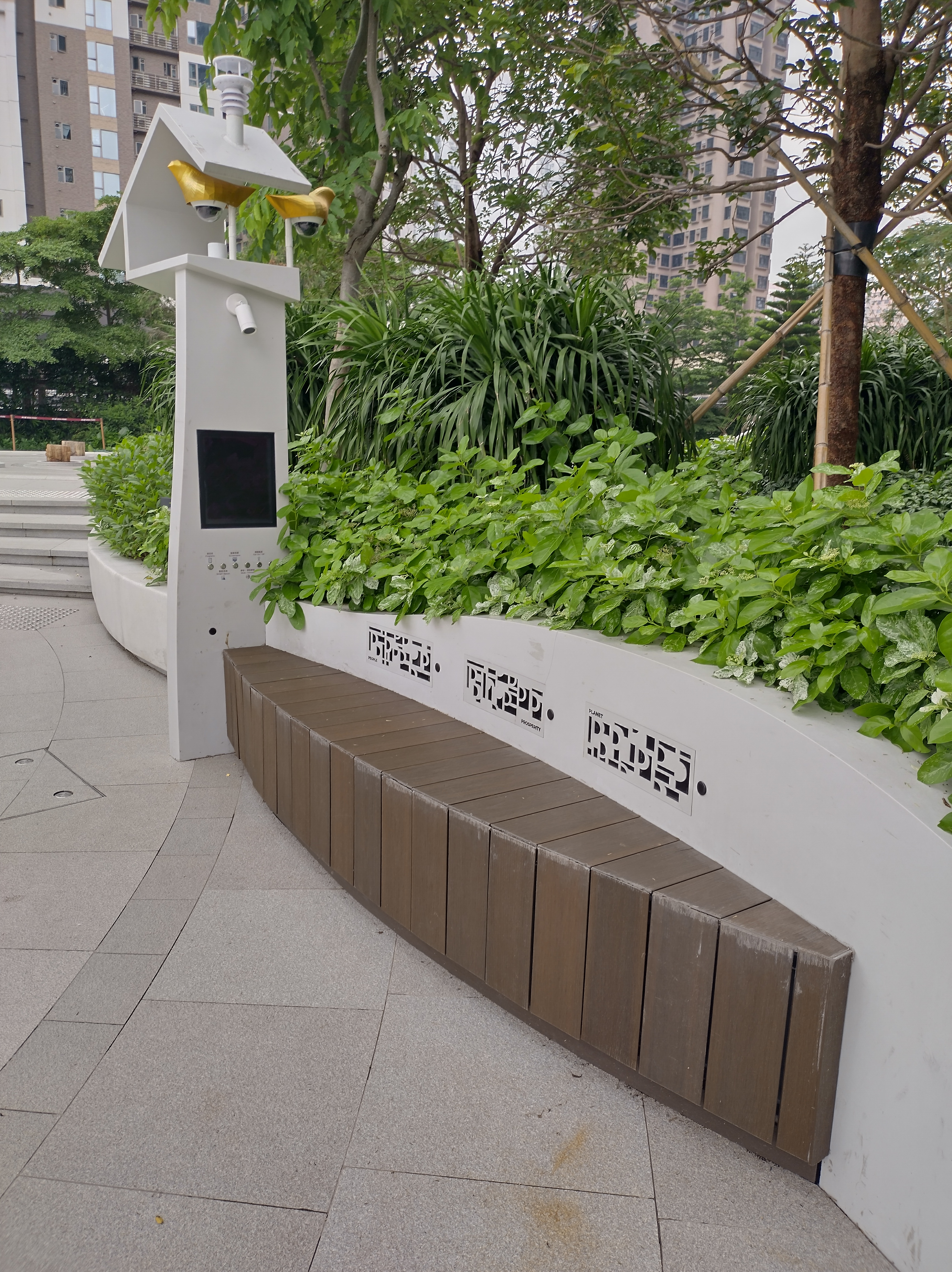
智慧長椅
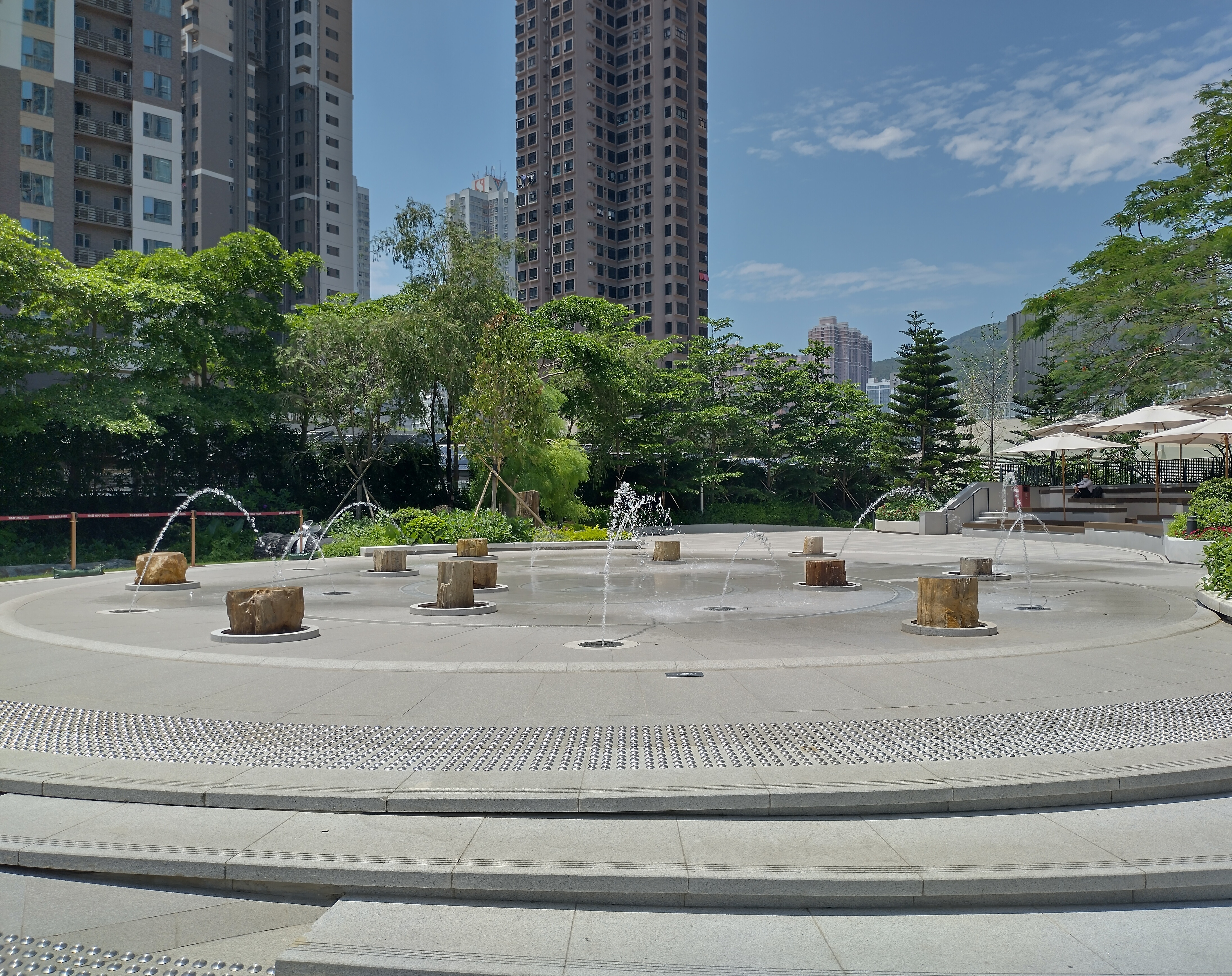
水循環區
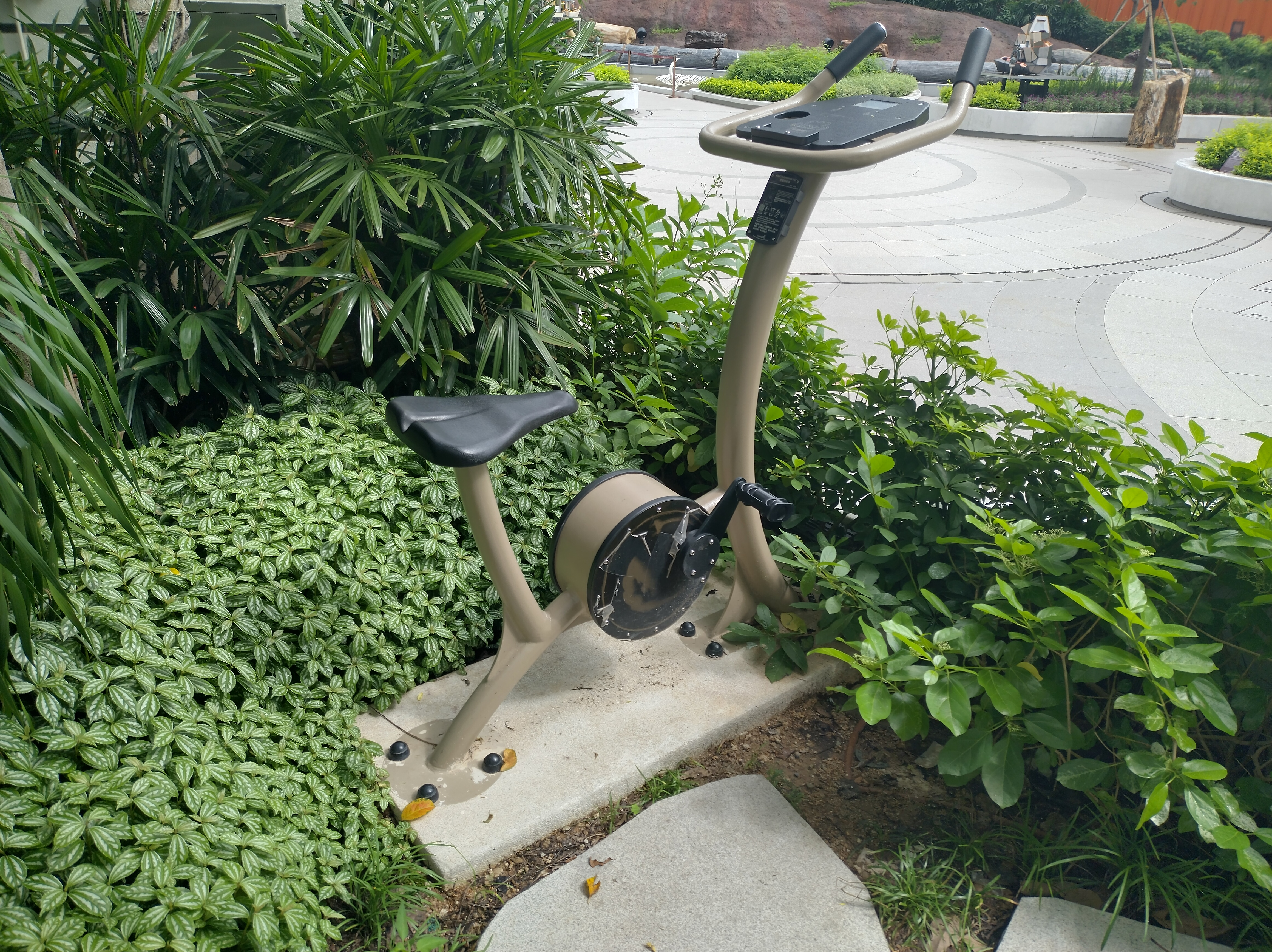
戶外發電單車
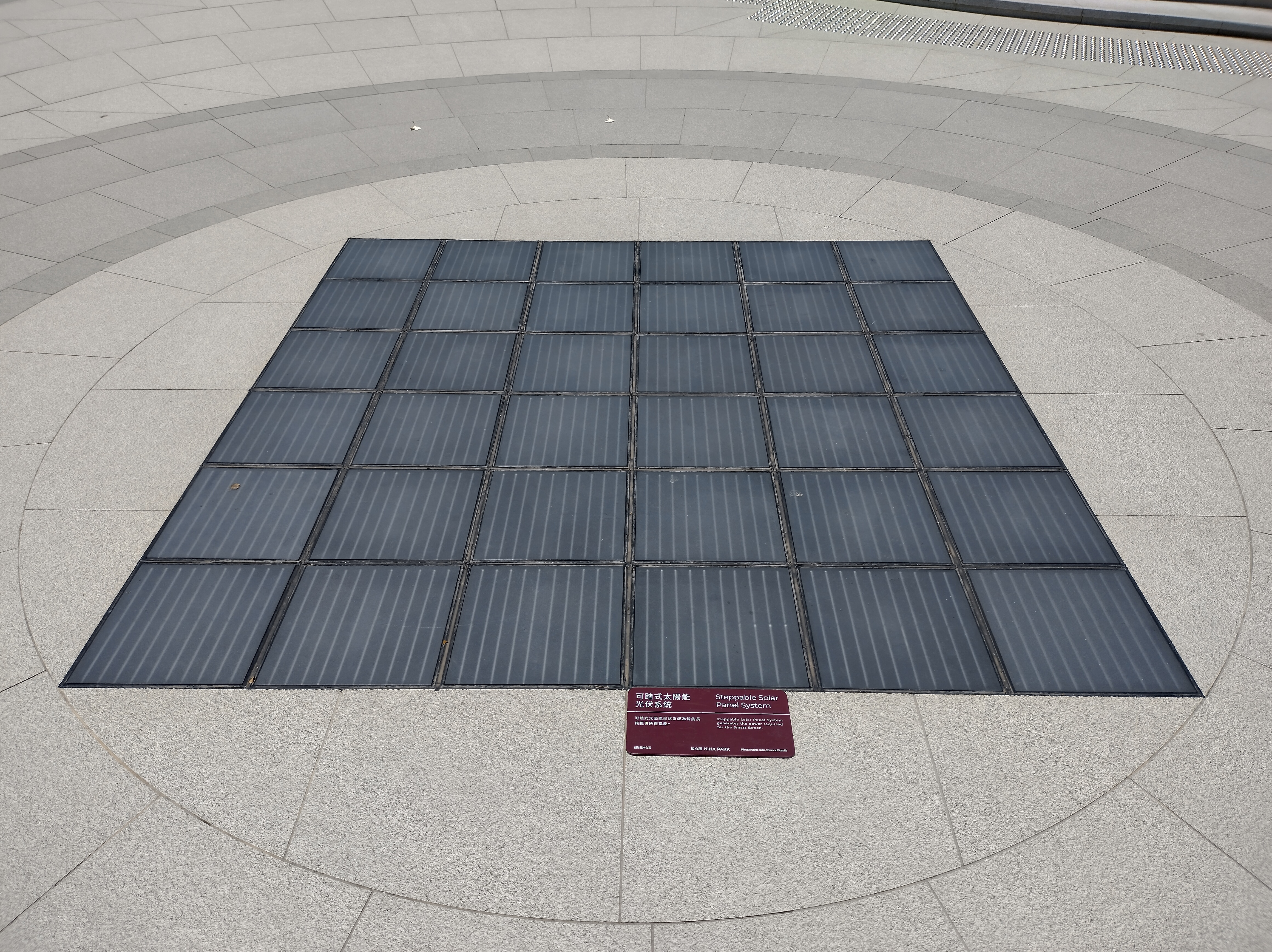
太陽能板

### 室內空間
木化石體驗館樓高兩層，設有16個主題展區及1個活動室，介紹世界各地的木化石收藏，培養大眾對木化石和地質學的興趣。館內採用自然對流風設計，頂部安裝捕風器，以增強通風與保持恆溫。體驗館入口外掛有一幅由小型木化石組成的「天然壁畫」，並設有兩部虚拟现实儀器，供遊客體驗百萬年前木化石的形成過程。體驗館大門的牆上刻有一篇由李海君書寫的《木化石賦》。體驗館的入館通道名為「永恆廊」，廊中牆上留有哲理句子，供遊人在參觀之餘細細品味。體驗館亦展出木化石在顯微鏡下因含有不同的金属元素而礦化所呈現的顏色斑斕的圖像。木化石體驗館的開放時間是每星期二至星期日上午10時至下午6時。

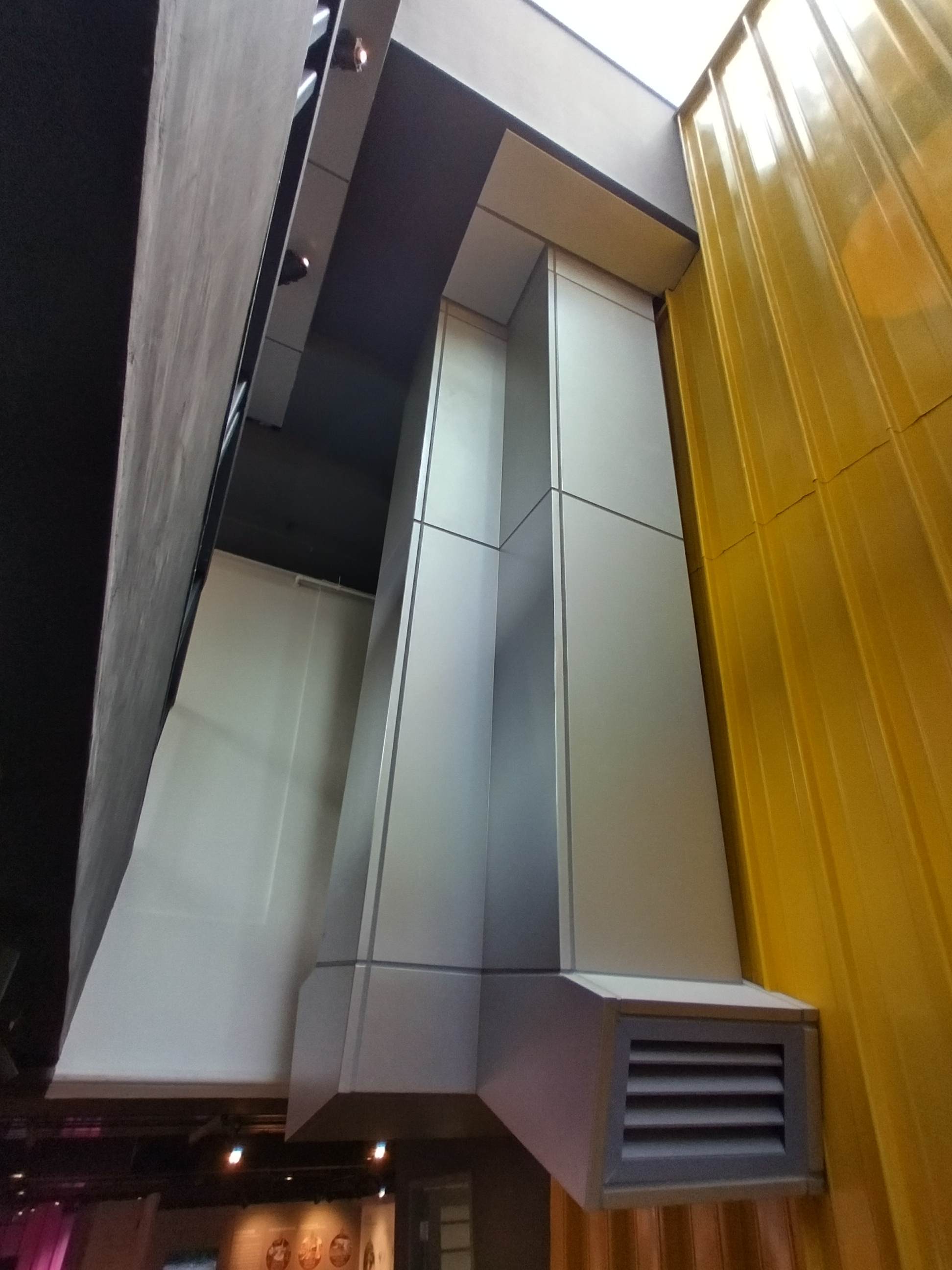
捕風器
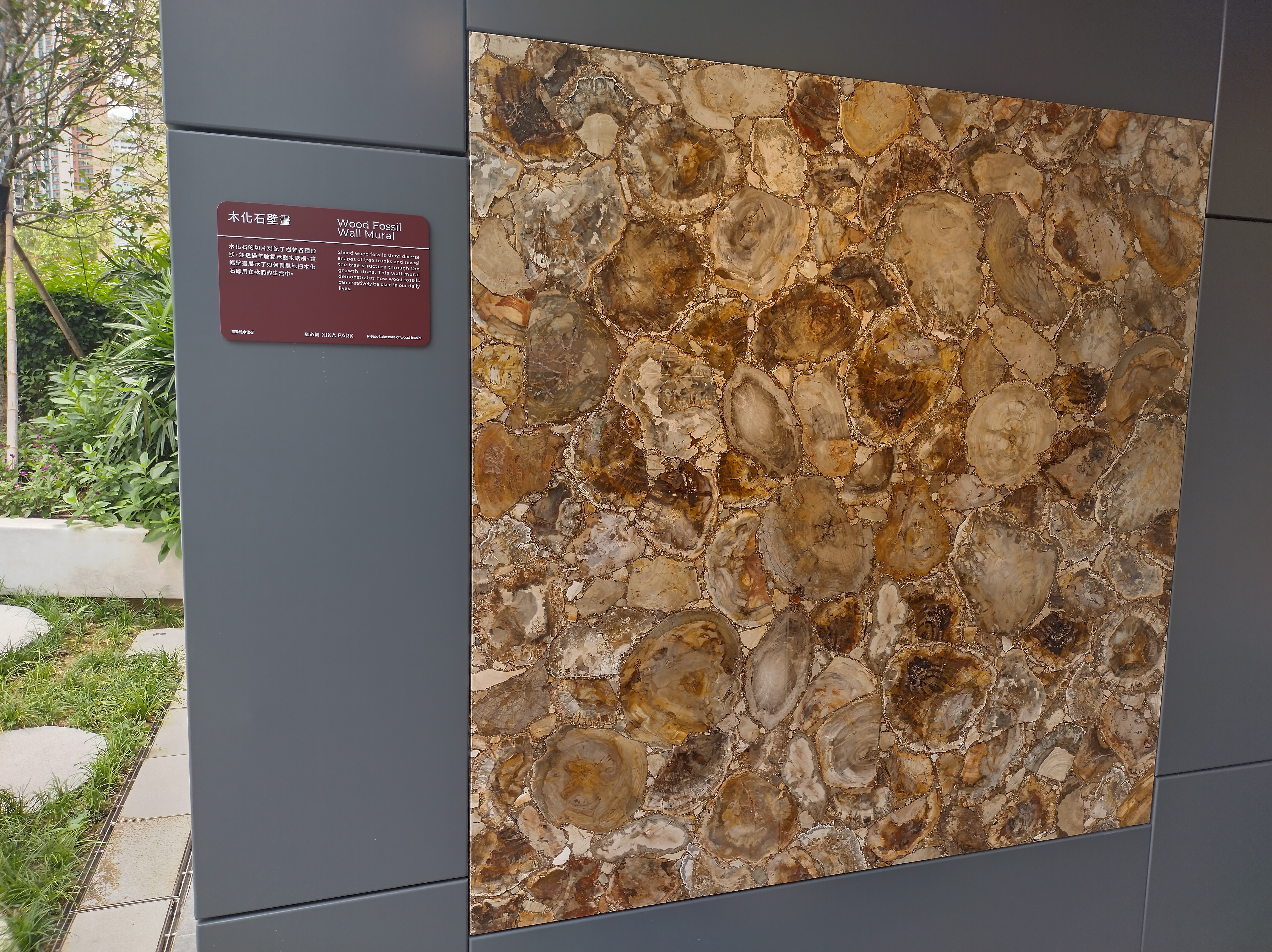
木化石壁畫
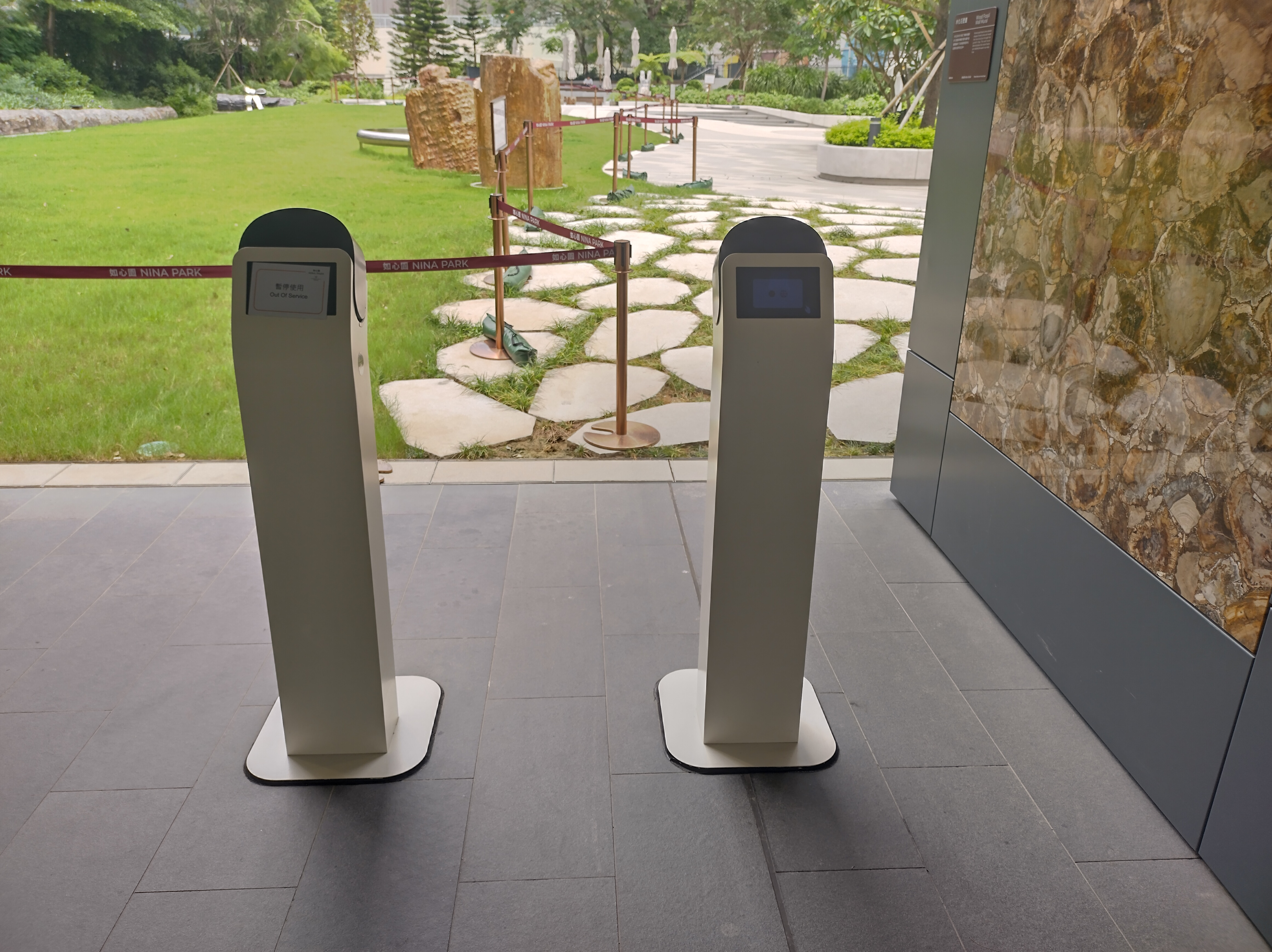
虛擬實境儀器
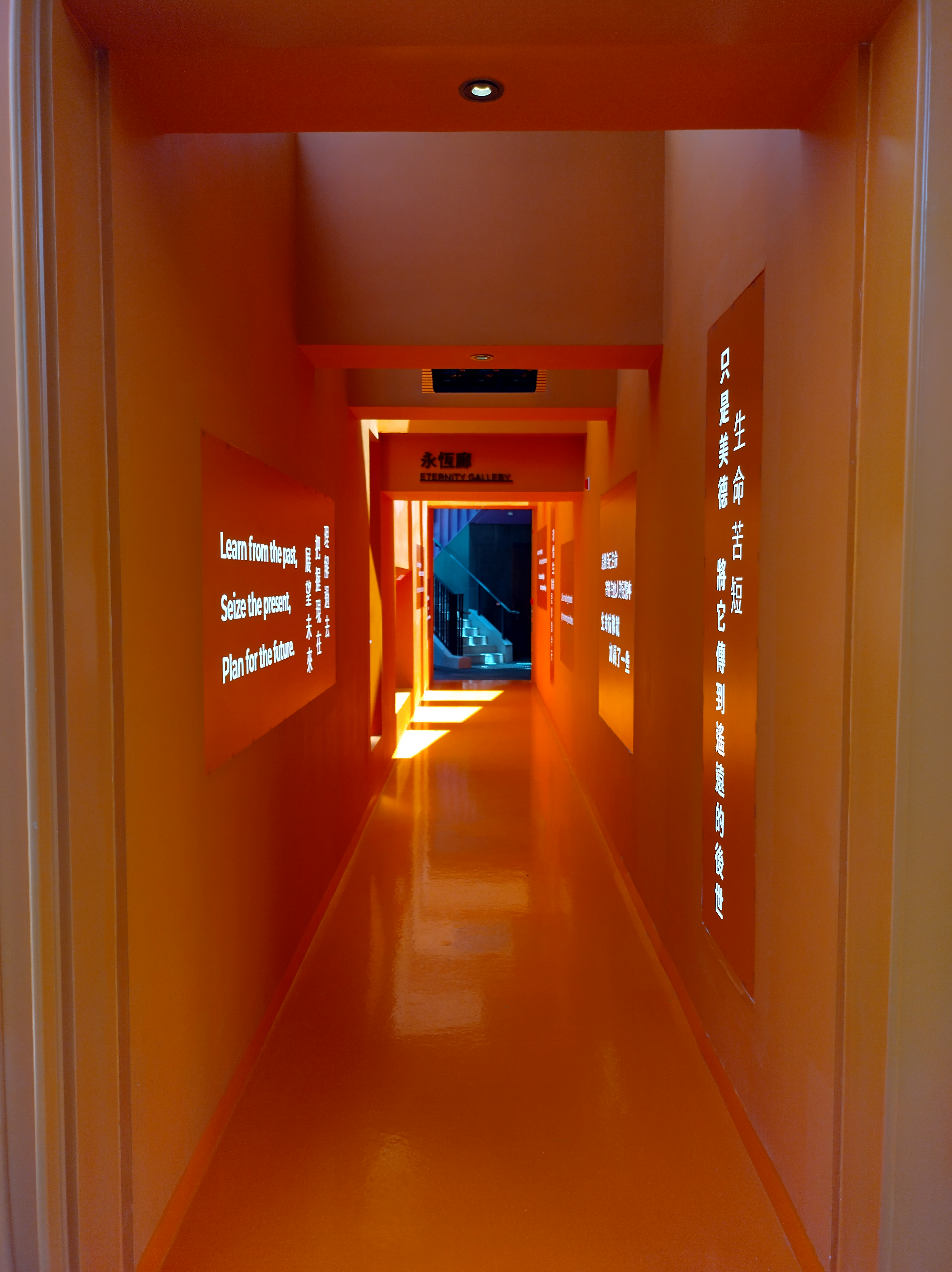
永恆廊
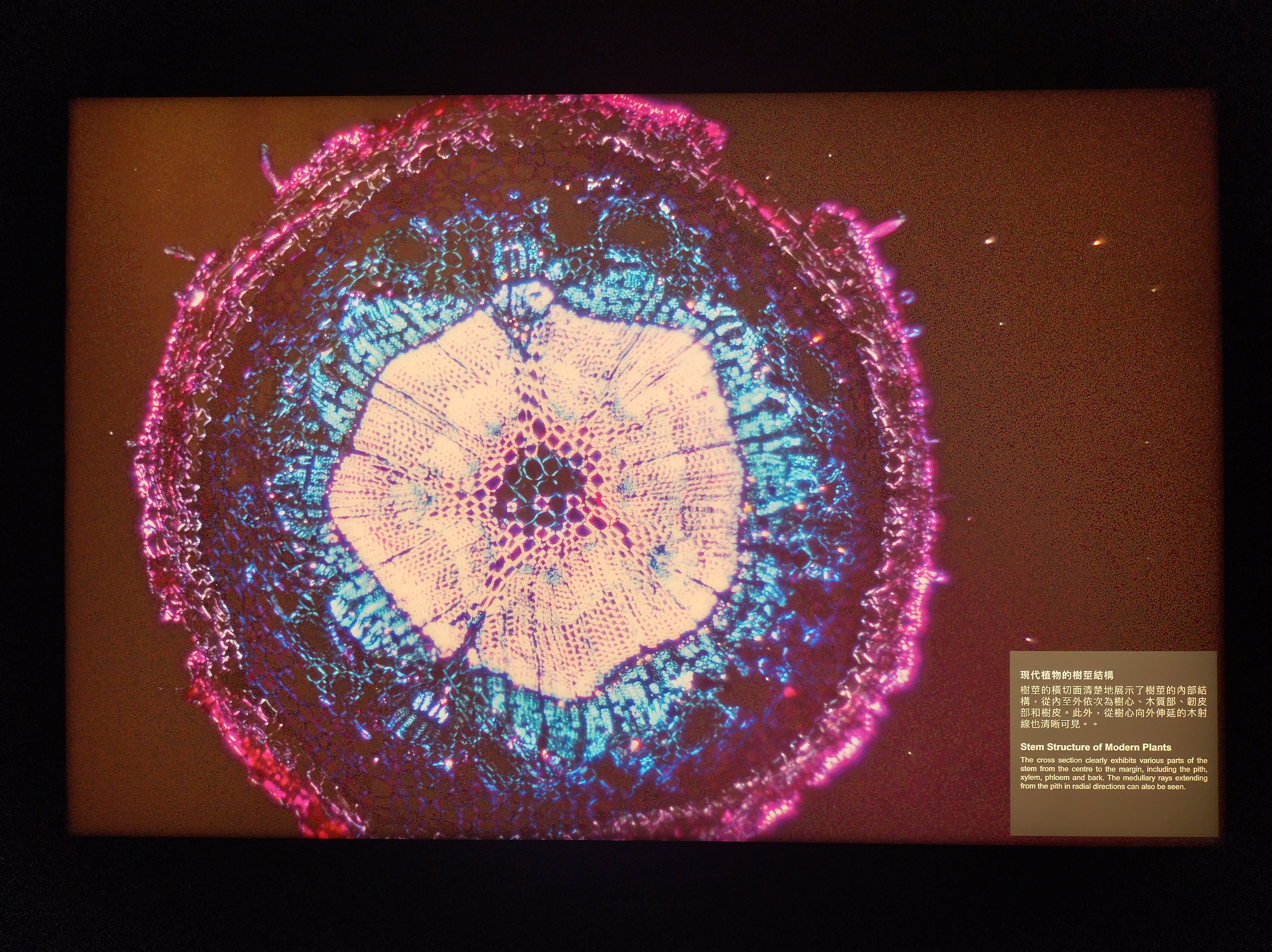
木化石礦化圖像

除木化石體驗館外，如心園也設有以罕見的香港六角石柱地貌為設計藍本的六角影室，讓遊人從影片觀賞中了解如心園的背景與相關資訊，惟六角影室尚未對外開放。

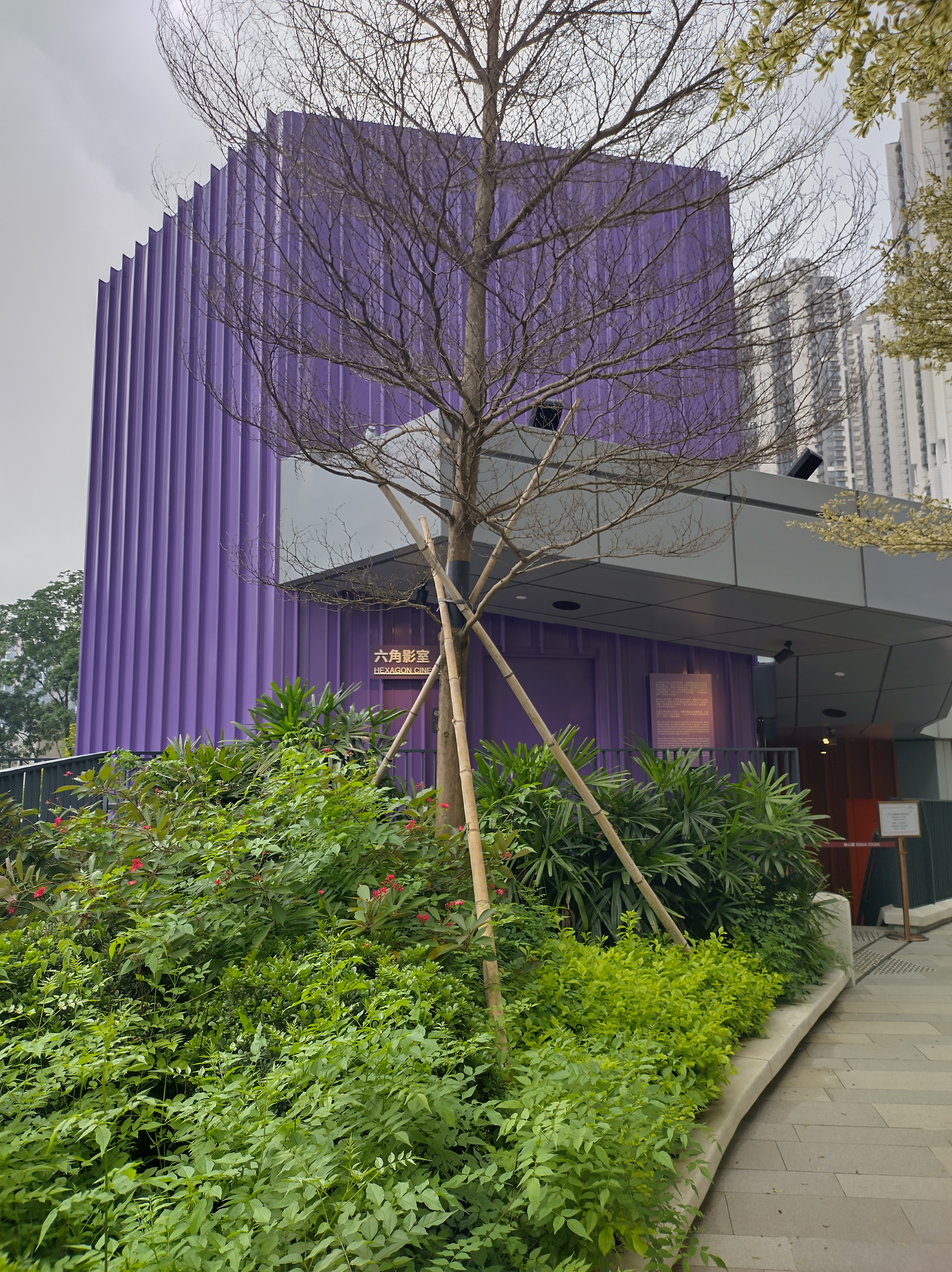
六角影室
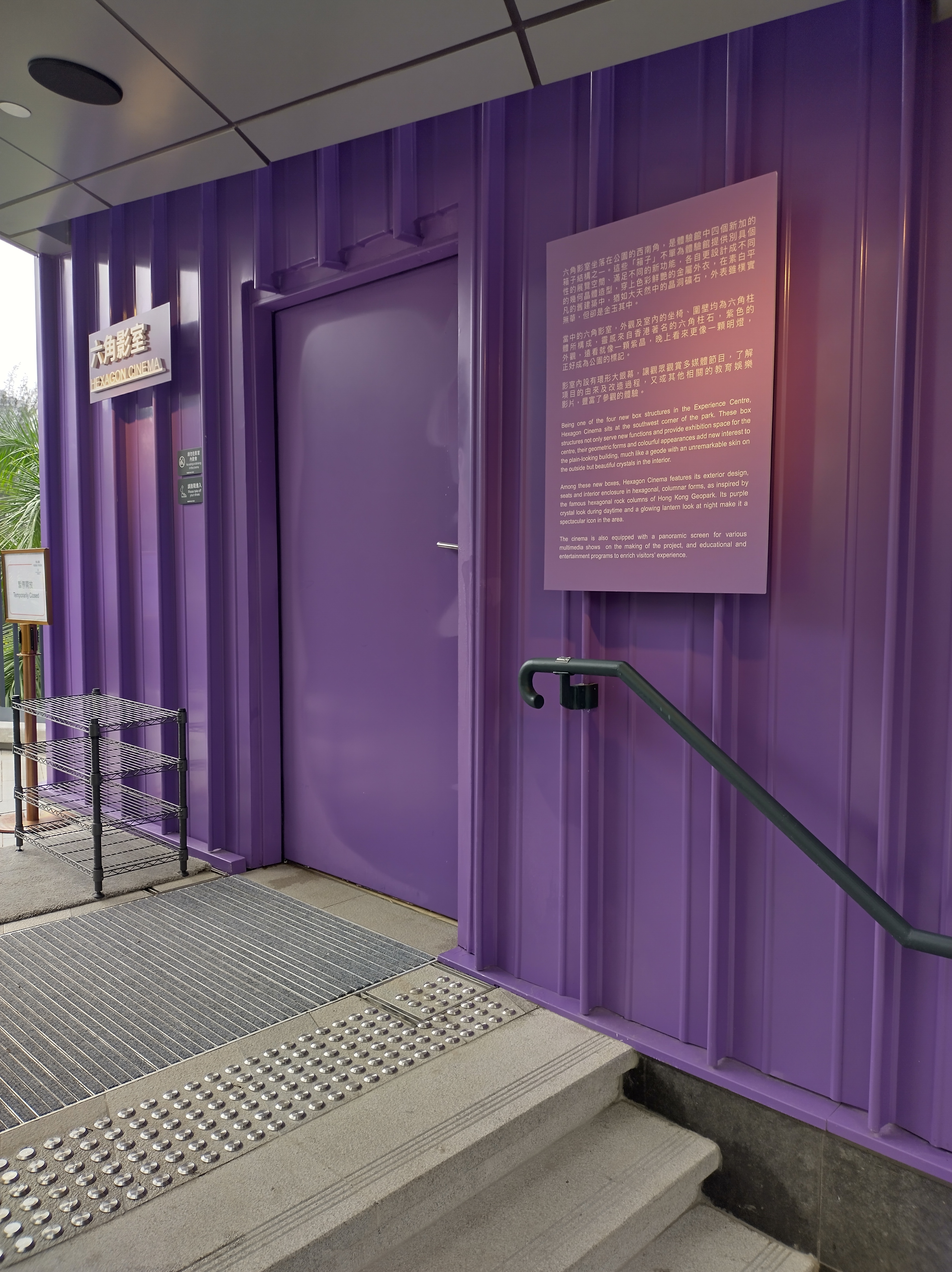
六角影室入口

## 木化石展品
如心園展出已故華懋集團主席龔如心生前所藏有的逾百件來自印度尼西亞的博物館級木化石，該等木化石的歷史可追溯至260萬至530萬年前的侏羅紀與上新世年代。在園區戶外空間展出的木化石包括日石、月石與“人生里程碑”木化石。

### 日石與月石
日石是全球第七長、如心園內最長的木化石，全長30米（一説27米），擺放於園區內的日石坪，為遊人提供舒適空間。月石是如心園內第二長的木化石，長25米，以火山徑作為背景，在晚間配合噴煙裝置及不同特殊音響和燈光效果，模擬印度尼西亞喀拉喀托火山的噴發，其橫切面可以看出經歷長達百萬年的矽化過程，完整地保留木的原貌，而其前方的猛犸象造景則示意月石與猛獁象曾共存於新生代。

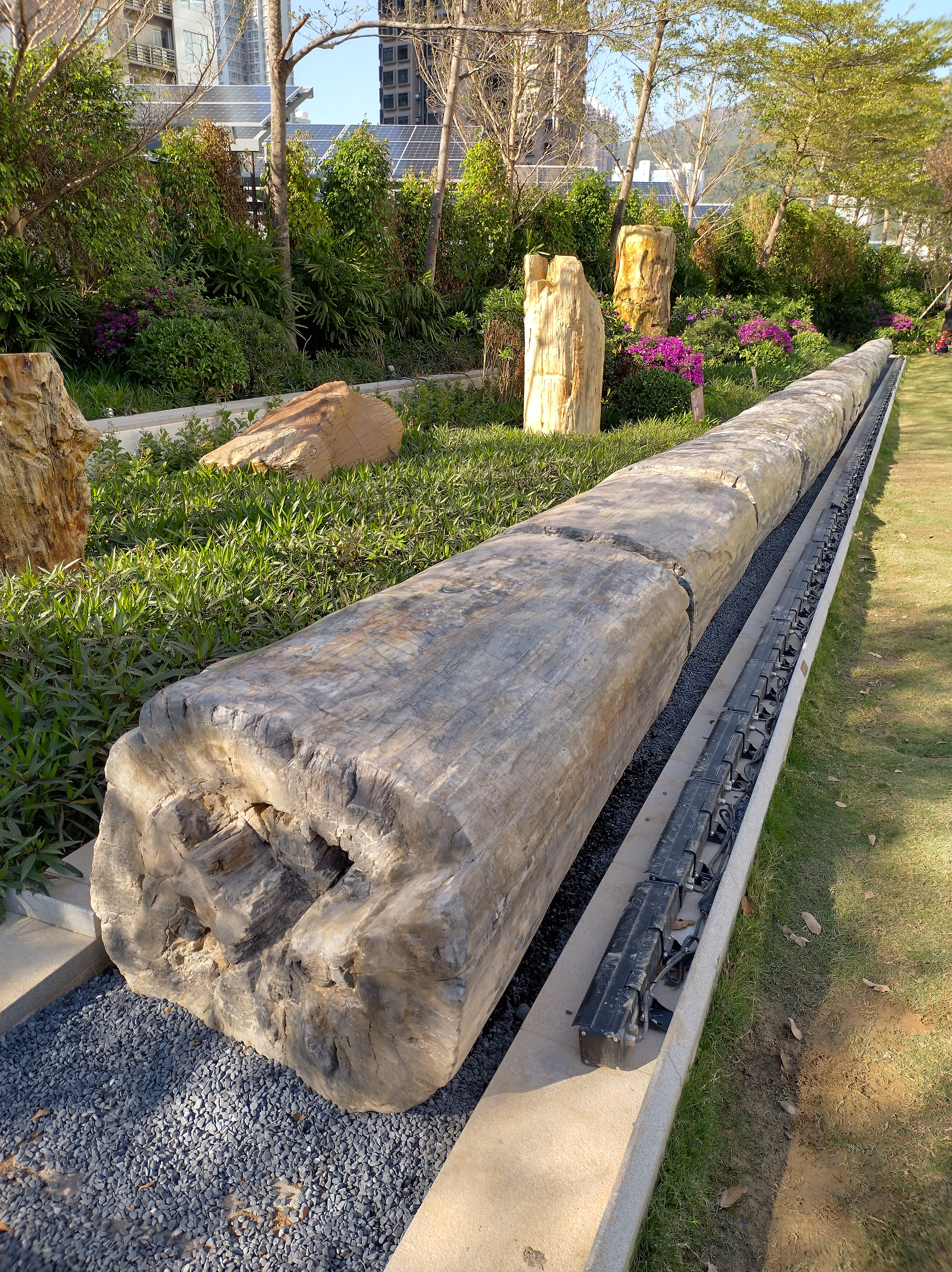
日石
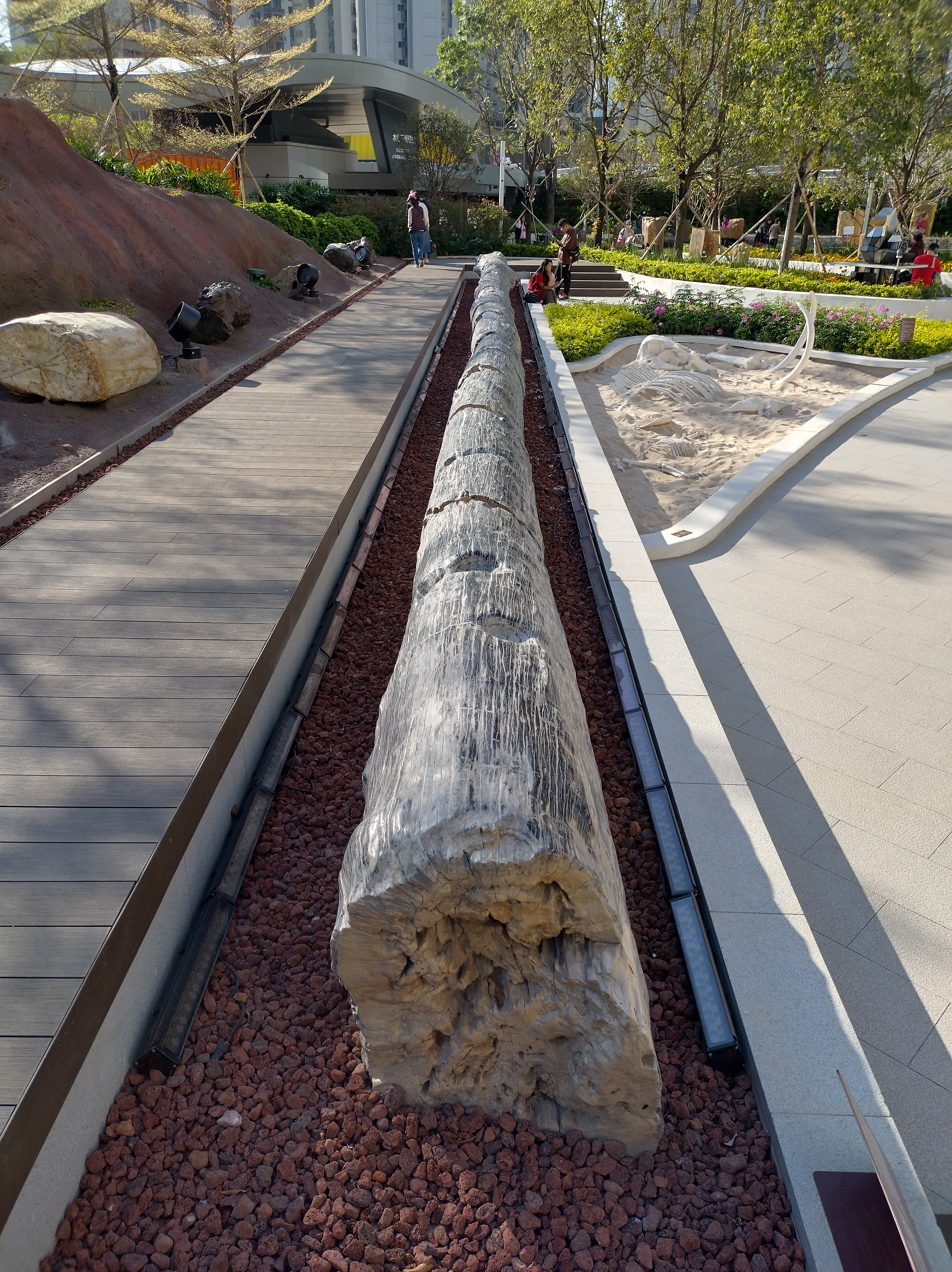
月石
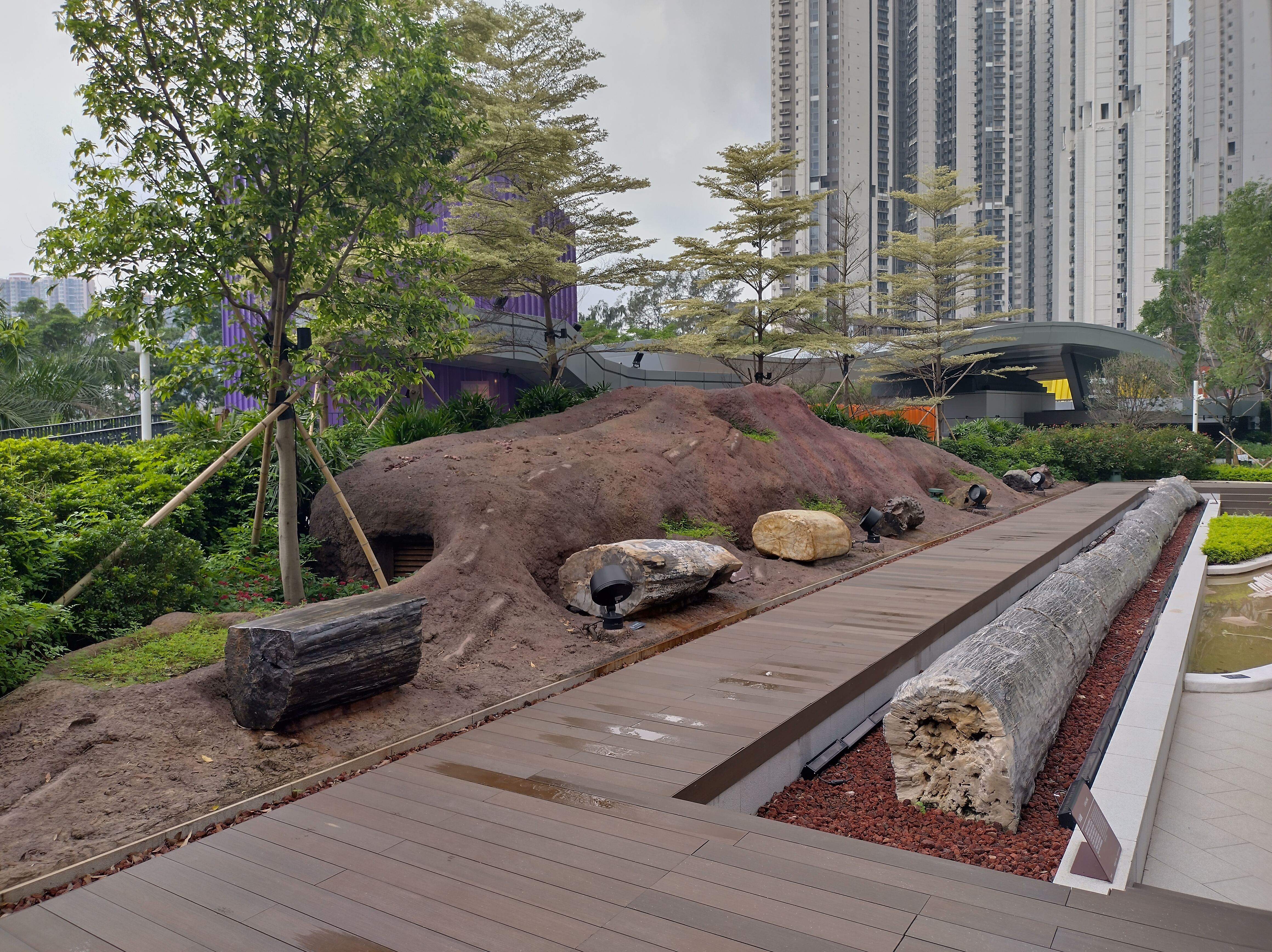
火山徑背景

### 人生里程碑
身為如心園總策展人的陳麗喬從龔如心的木化石收藏中挑選其中6塊命名為“人生里程碑”，將木化石與人生掛勾。該6塊木化石分別為心形的「如心石」、加上金屬絲帶的「畢業石」、呈高舉的V形勝利手勢的「勝利石」、鑲嵌在巨型指環中的「娣盟石」、由三塊從大至小的木化石疊成蛋糕狀的「周年石」，以及像向外環抱的雙手的「團圓石」，其中除「團圓石」外借予香港科學館古生物展廳至2027年外，上述“人生里程碑”木化石均在園區戶外空間展出。

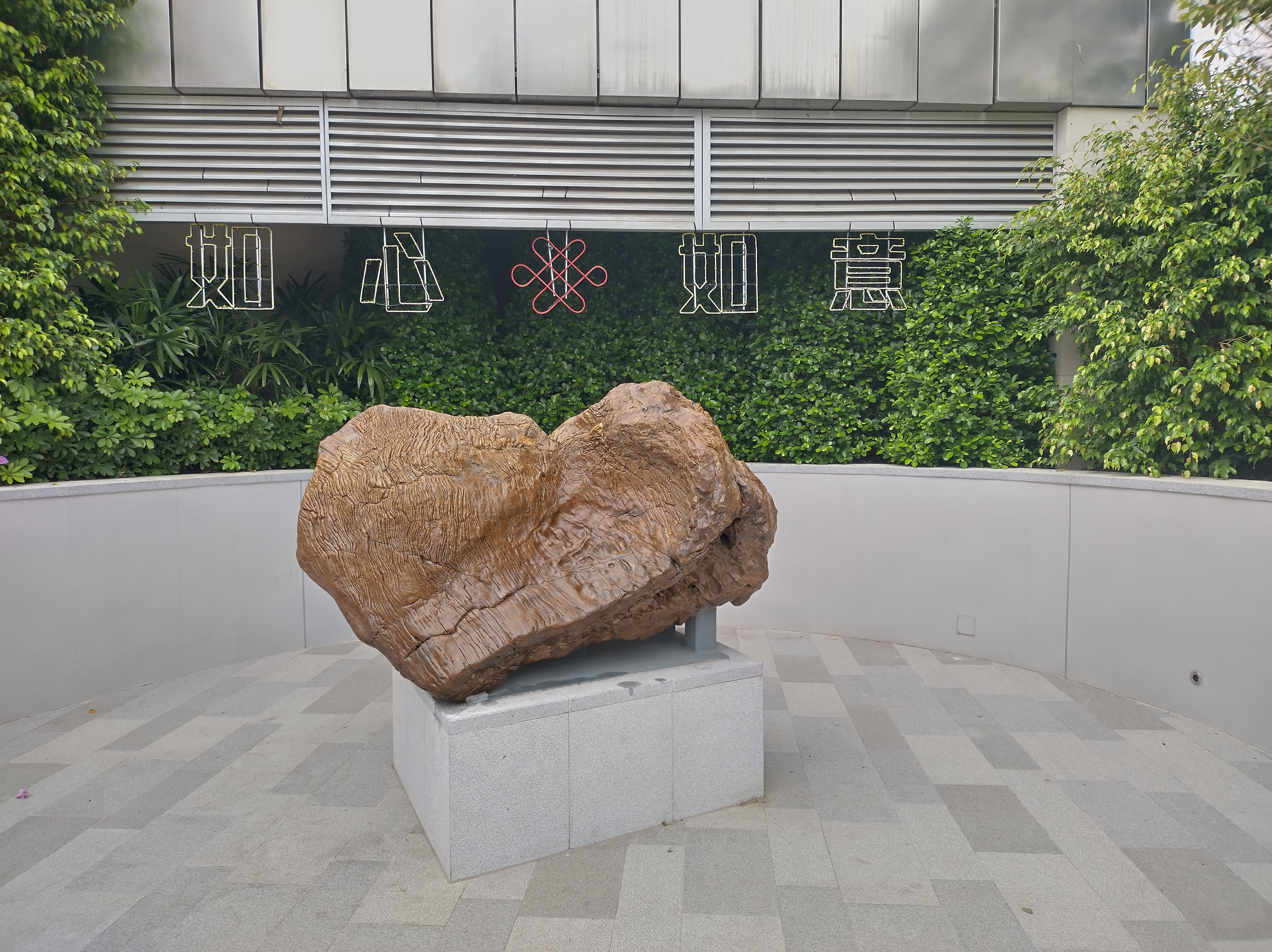
如心石
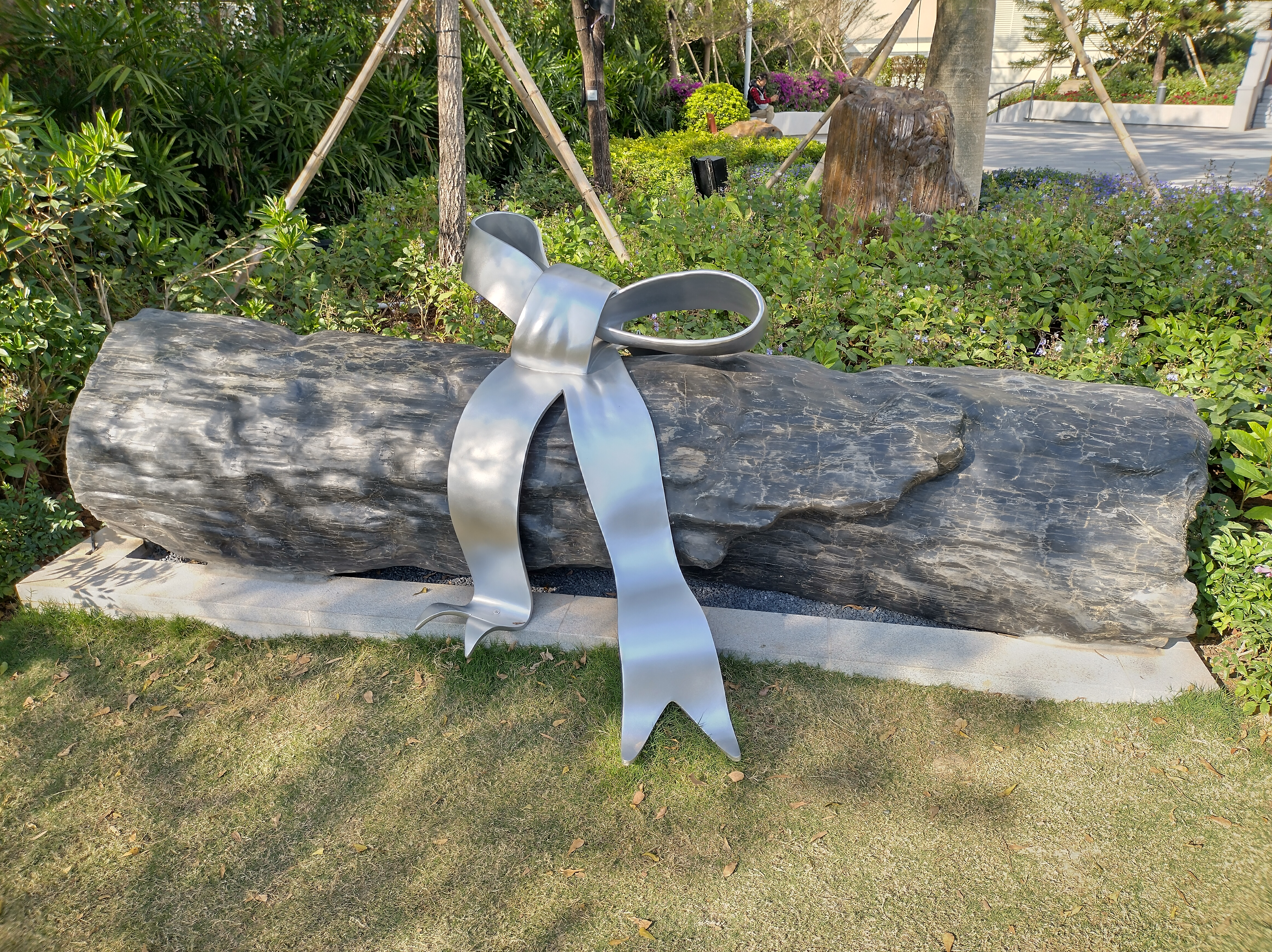
畢業石
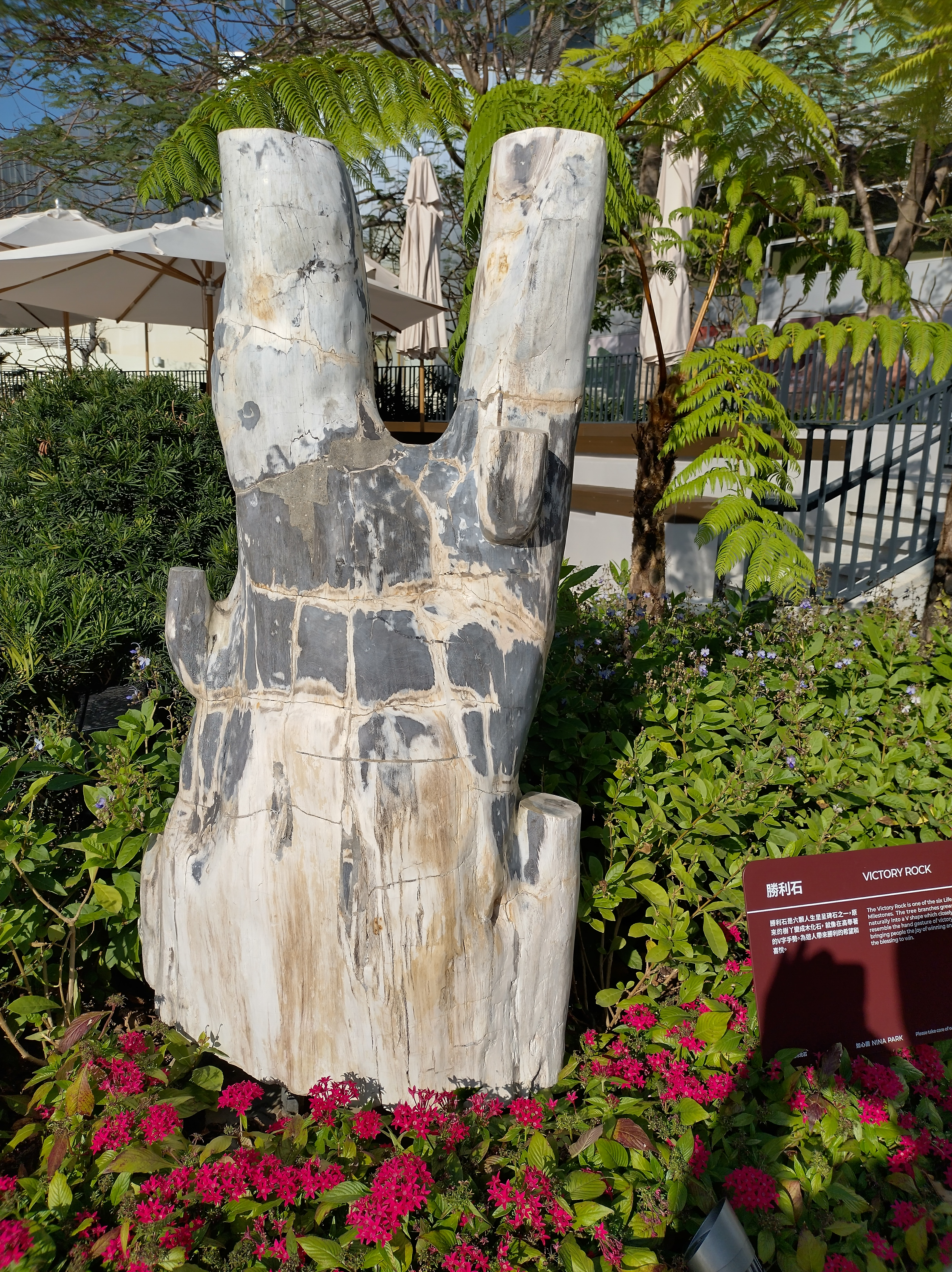
勝利石
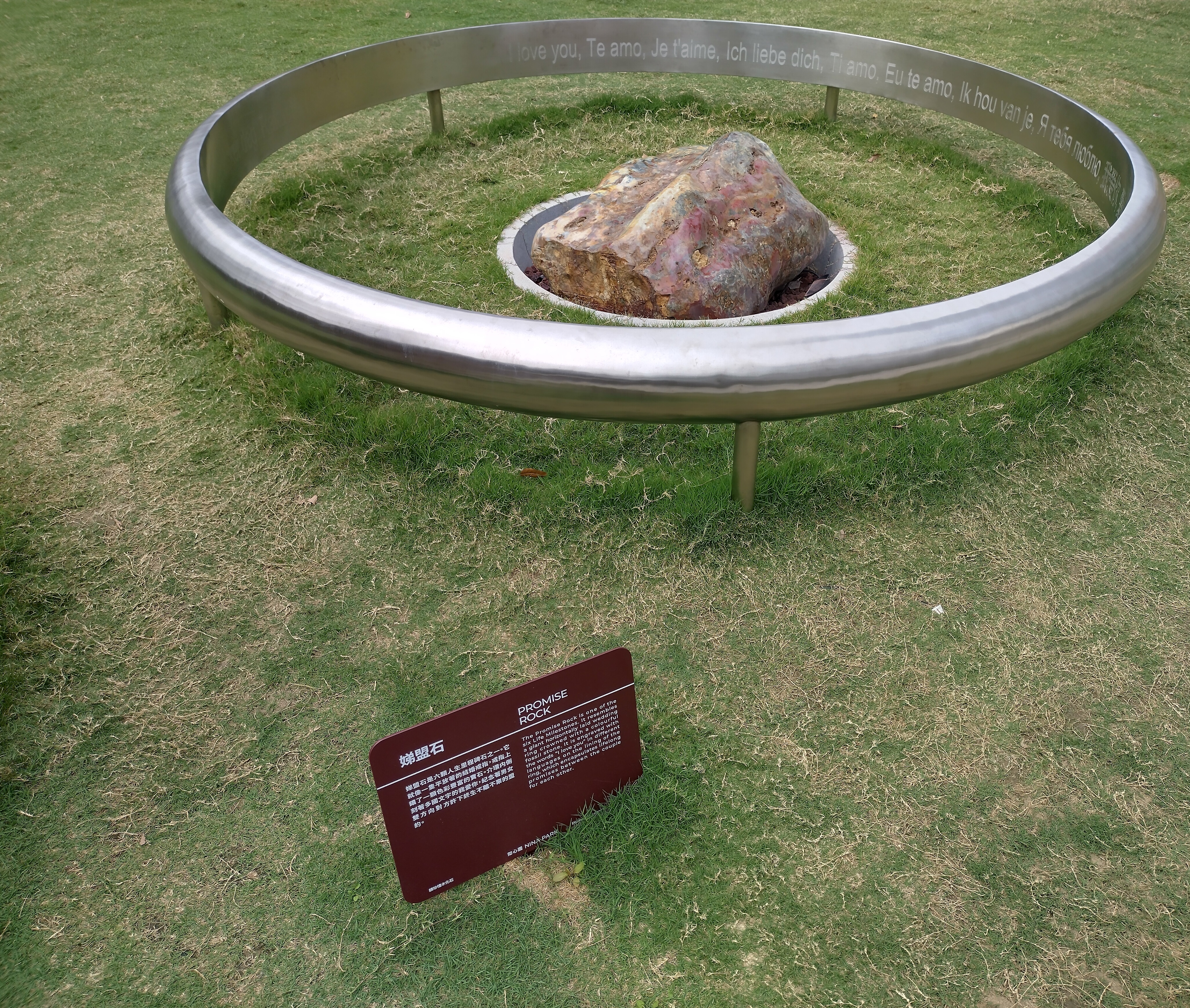
娣盟石
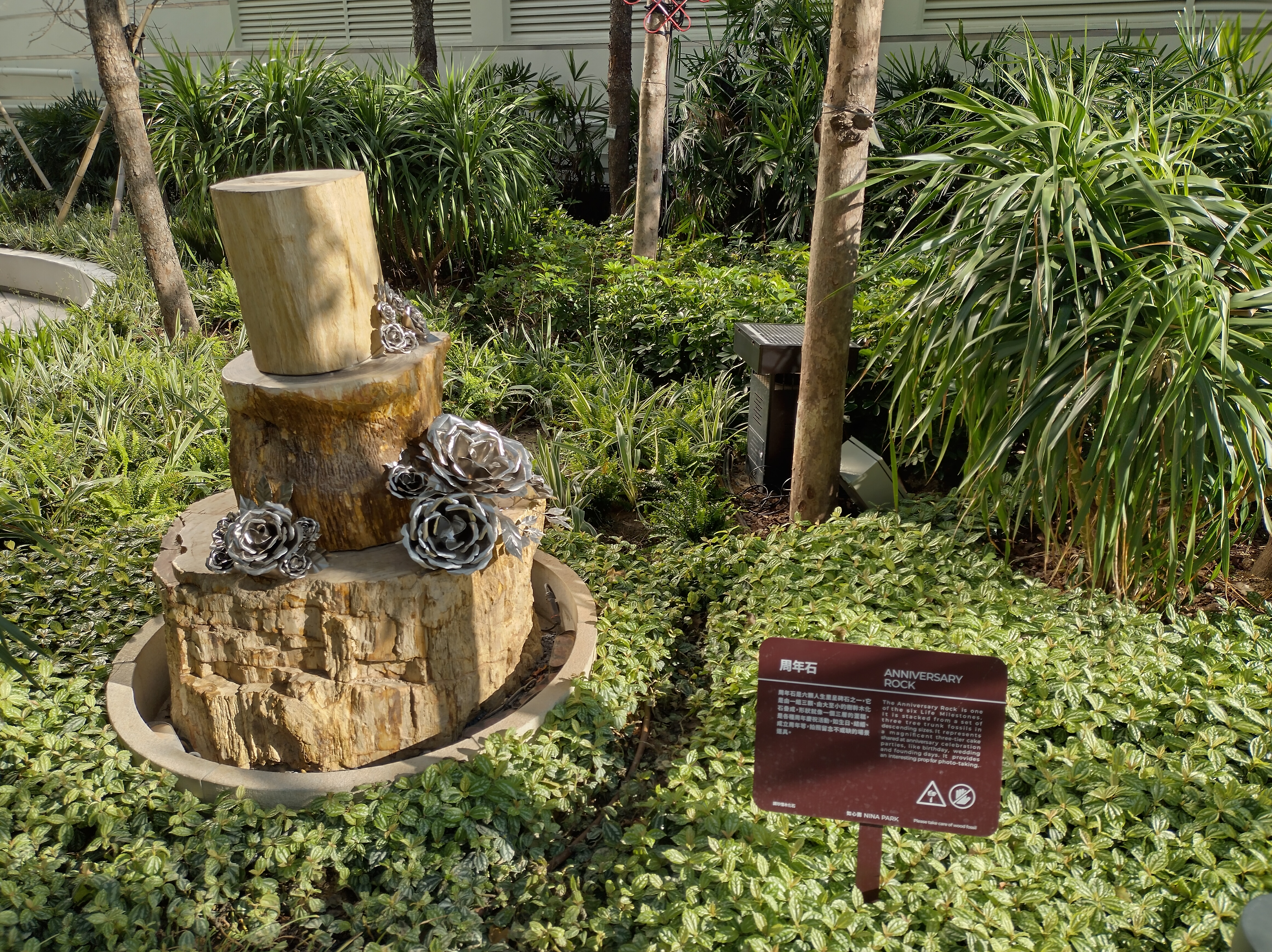
周年石

## 活動
如心園設有導賞團、主題工作坊，以及在露天劇場舉行的各種戶外活動（見上），其中導賞團平日上午、下午各一節，周末上午一節、下午兩節。現時，如心園設一主題導賞團，供遊人深入認識木化石與植物進化歷程，導賞語言為广州话，持續時間約1小時，每節導賞團的名額為15人。華懋集團在如心園重開後表示未來計劃在園區舉辦不同活動與表演工作坊等。

## 外部連結
- . 如心園.   [2024-05-16]. （原始内容存档于2024-05-18）.
- 如心園的Instagram帳戶